# 20415 Amandalu
20415 Amandalu è un asteroide della fascia principale. Scoperto nel 1998, presenta un'orbita caratterizzata da un semiasse maggiore pari a 2,2328729 UA e da un'eccentricità di 0,1354683, inclinata di 5,25513° rispetto all'eclittica.